# Château de la Motte (La Motte-Fouquet)
Pour les articles homonymes, voir Château de la Motte.
Le château de la Motte est un édifice situé à La Motte-Fouquet, en France.

## Localisation
Le monument est situé dans le département français de l'Orne, sur le territoire de la commune de La Motte-Fouquet, à 800 m au sud-ouest de l'église Saint-Symphorien.

## Architecture
Les façades et les toitures du château, des deux ailes des communs, de la charretterie et du moulin, la chapelle et le porche à bossages sont inscrits au titre des monuments historiques par arrêté du 14 novembre 1980.